# Kecsmár Alexandra
Kecsmár Alexandra (Budapest, 32 éves) magyar származású műsorvezető, szerkesztő-riporter és modell.

## Élete
Hobbija a futás és az olvasás, ami mellett nagyon szeret festeni. Az érettségi után másfél évig modellkedett, amikor egy véletlen folytán a Váci utcában leszólította egy ügynök, aminek az lett az eredménye, hogy végigsétálhatott Milánó és Párizs kifutóin is. Ezután beiratkozott a Budapesti Gazdaságtudományi Egyetemre közgazdaságtanra, amit már nem tudott összeegyeztetni a modellkedéssel, így abbahagyta. A diploma megszerzése után egy banknál dolgozott, majd könyvelőként amiket nem érzett magáénak. 2018-ban hozott egy bátor döntést, feladta eddigi karrierjét, és gyakornok riporterként kezdett az RTL Fókuszban, ahol végigjárta a szakmai ranglétrát. 2023. május 1-én Tokár Tamást váltva a Fókusz műsorvezetője lett. 2024. januárjában eljegyezték, majd decemberben házasságot kötött.

## Műsorai
- Az Év Hotele (RTL) (2020–2023)
- RTL Híradó (RTL) (2022–2023)
- Fókusz (RTL) (2023–)
- Reggeli (RTL) (2024)